# Magikano
Magikano (マジカノ) là một loạt manga được viết và minh họa bởi Momose Takeaki. Loạt manga đã đăng trên tạp chí Magazine Z của Kodansha từ tháng 4 năm 2003 đến tháng 5 năm 2008. Cốt truyện xoay quanh một anh chàng tên Yoshikawa Haruo có cuộc sống rất bình thường dù các em gái của anh là phù thủy nhưng luôn làm mọi cách để tách anh ra khỏi thế giới phép thuật. Cuộc sống của anh chàng sau đó rối tung lên khi một nữ phù thủy Mamiya Ayumi xuất hiện và dọn đến nhà của anh như một người giúp việc khi tìm tìm cách giải một lời nguyền mà cô bị ếm khi còn nhỏ và Haruo là người giữ chỉa khóa để giải lời nguyền này.
Tokyo Kids sau đó đã thực hiện chuyển thể anime của loạt manga với sự đạo diễn của Kishi Seiji và viết kịch bản bởi Mitsui Hideki. Bộ anime này cũng đã được phát sóng trên kênh Animax Asia tiếng Anh trên khắp Đông Nam Á và Nam Á từ tháng 02 năm 2007, nơi mà bộ anime ra mắt phiên bản lồng tiếng Anh của mình.

## Tổng quan

### Nhân vật

#### Chính
Yoshikawa Haruo (吉川春生, よしかわ はるお)
Lồng tiếng bởi: Ichiki Mitsuhiro, Shindō Kei (lúc nhỏ)
Mamiya Ayumi (魔宮あゆみ, まみや あゆみ)
Lồng tiếng bởi: Nogawa Sakura

#### Nhà Yoshikawa
Yoshikawa Maika (吉川舞夏, よしかわ まいか)
Lồng tiếng bởi: Nakahara Mai
Yoshikawa Chiaki (吉川千秋, よしかわ ちあき)
Lồng tiếng bởi: Sakai Kanako
Yoshikawa Fuyuno (吉川冬乃, よしかわ ふゆの)
Lồng tiếng bởi: Kaneda Tomoko
Haruo no chichi (春生の父)

#### Trường học
Kurosu Yuri (黒須ゆり, くろす ゆり)
Lồng tiếng bởi: Namiki Noriko
Hario Hajime (針生ハジメ, はりう ハジメ)
Lồng tiếng bởi: Harasawa Katsuhiro
Fujiwara Sora (藤原宇宙, ふじわら そら)
Lồng tiếng bởi: Abe Sachie
Nijihara Marin (虹原真鈴, にじはら まりん)
Lồng tiếng bởi: Momoi Haruko
Honjiyō Mirano (本条みらの, ほんじょう みらの)
Hongō Tetsuko (本郷哲子, ほんごう てつこ)
Lồng tiếng bởi: Rikimaru Noriko

#### Nhà Mamiya
Mamiya Michiru (魔宮みちる, まみや みちる)
Lồng tiếng bởi: Kuwatani Natsuko
Mamiya Asumi (魔宮あすみ, まみや あすみ)
Lồng tiếng bởi: Nogami Yukana
Anju Rika (杏樹リカ, あんじゅ リカ)
Lồng tiếng bởi: Inoue Nana
Ashley (アシュリー)

#### Bất tử
Melissa Maelstrom (メリッサ・メイルシュトローム)
Lồng tiếng bởi: Miyazaki Ui

#### Khác
Agent 07 (エージェント07)
Agent 03 (エージェント03)
Agent 05 (エージェント05)
Kanzen mahō (完全魔法)

#### Sáu pháp sư
Haru (ハル)
Asune (アスネ)
Chloé (クロエ)
Nicola (ニコラ)
Mika (ミカ)
Angelica (アンジェリカ)

#### Phụ
Kaou Shimai (華王姉妹, かおう しまい)

## Truyền thông

### Manga
Loạt manga được viết và minh họa bởi Momose Takeaki và đã đăng trên tạp chí Magazine Z của Kodansha từ tháng 4 năm 2003 đến tháng 5 năm 2008. Kodansha sau đó đã tập hợp các chương lại để phát hành thành 10 tankōbon.

### Anime
Tokyo Kids sau đó đã thực hiện chuyển thể anime của loạt manga với sự đạo diễn của Kishi Seiji và viết kịch bản bởi Mitsui Hideki. Bộ anime này cũng đã phát sóng tại Nhật Bản từ ngày 03 tháng 1 đến ngày 28 tháng 3 năm 2006 tại Nhật Bản với 13 tập. Animax Asia đã phát sóng bộ anime trên khắp khu vực Đông Nam Á và Nam Á từ tháng 02 năm 2007, nơi mà bộ anime ra mắt phiên bản lồng tiếng Anh của mình.
ADV Films đã đăng ký bản quyền phát hành bộ anime này tại khu vực Bắc Mỹ dưới dạng DVD và đã phát hành hộp đĩa đầu tiên vào ngày 04 tháng 12 năm 2007. Kênh Anime Network của ADV Films cũng bắt đầu phát sóng bộ anime này vào ngày 03 tháng 1 năm 2008 trên hệ thống đăng ký trả phí của mình. Vào ngày 06 tháng 3 năm 2008 nó được chuyển sang hệ thống miễn phí. Vào tháng 7 năm 2008 bộ anime này là một trong 30 tựa anime được ADV chuyển nhượng cho Funimation Entertainment. Proware Multimedia International thì đăng ký tại Đài Loan.

### Internet radio
Một loạt chương trình phát thanh trên mạng đã được thực hiện với tựa Magikano Hōsōkyoku (マジカノ放送局, マジカノほうそうきょく) phà phát trên trang mạng của Anisuta.TV từ ngày 13 tháng 4 đến ngày 28 tháng 9 năm 2006 với 12 chương trình. Người dẫn chương trình chính là hai nhân vật Mamiya Ayumi và Anju Rika. các chương trình này sau đó đã được tập hợp lại và phát hành đưới dạng đính kèm trong bộ hộp DVD của bộ anime phát hành vào tháng 1 năm 2008.

### Âm nhạc
Bộ anime có hai bài hát chủ đề, một mở đầu và một kết thúc. Bài hát mở đầu có tên Motto! do Nogawa Sakura trình bày, đĩa đơn chứa bài hát đã phát hành vào ngày 24 tháng 1 năm 2006. Bài hát kết thúc có tên Maji suki MAGIC (マジスキMAGIC) do nhóm Clover trình bày, đĩa đơn chứa bài hát đã phát hành vào ngày 21 tháng 2 năm 2006. Album chứa các bản nhạc dùng trong bộ anime đã phát hành vào ngày 24 tháng 3 năm 2006.
| Motto! (もっっと！) | Motto! (もっっと！)                          | Motto! (もっっと！) |
| STT                 | Nhan đề                                      | Thời lượng          |
| ------------------- | -------------------------------------------- | ------------------- |
| 1.                  | "Motto! (もっっと!)"                         | 3:42                |
| 2.                  | "Always"                                     | 3:47                |
| 3.                  | "Motto! (off vocal) (もっっと! (off vocal))" | 3:41                |
| 4.                  | "Always (off vocal)"                         | 3:47                |
| Tổng thời lượng:    | Tổng thời lượng:                             | 14:57               |

| Maji Suki Magic (マジスキMAGIC) | Maji Suki Magic (マジスキMAGIC)                            | Maji Suki Magic (マジスキMAGIC) |
| STT                             | Nhan đề                                                    | Thời lượng                      |
| ------------------------------- | ---------------------------------------------------------- | ------------------------------- |
| 1.                              | "Maji Suki Magic (マジスキMAGIC)"                          | 4:08                            |
| 2.                              | "Yottsuba Monogatari (四つ葉物語)"                         | 4:09                            |
| 3.                              | "Maji Suki Magic (off vocal) (マジスキMAGIC (off vocal))"  | 4:08                            |
| 4.                              | "Yottsuba Monogatari (off vocal) (四つ葉物語 (off vocal))" | 4:05                            |
| Tổng thời lượng:                | Tổng thời lượng:                                           | 16:30                           |

| Magikano Original Soundtrack (マジカノオリジナルサウンドトラック) | Magikano Original Soundtrack (マジカノオリジナルサウンドトラック)    | Magikano Original Soundtrack (マジカノオリジナルサウンドトラック) |
| STT                                                               | Nhan đề                                                              | Thời lượng                                                        |
| ----------------------------------------------------------------- | -------------------------------------------------------------------- | ----------------------------------------------------------------- |
| 1.                                                                | "Motto! (TV Size) (もっっと!(TV size))"                              | 1:33                                                              |
| 2.                                                                | "Yoshikawa Ie Danran (吉川家団欒)"                                   | 2:04                                                              |
| 3.                                                                | "Joshi Joshi Kuukan (女子女子空間)"                                  | 1:05                                                              |
| 4.                                                                | "Happy Time"                                                         | 1:05                                                              |
| 5.                                                                | "Koufuku na Ketsumatsu (幸福な結末)"                                 | 1:09                                                              |
| 6.                                                                | "Otome no Genei (乙女の幻影)"                                        | 1:02                                                              |
| 7.                                                                | "Karen na Shoujo (可憐な少女)"                                       | 0:45                                                              |
| 8.                                                                | "Pretty & Lovely (プリティ&ラブリー)"                                | 1:04                                                              |
| 9.                                                                | "In a Sunny Mood"                                                    | 0:43                                                              |
| 10.                                                               | "Sweet Kiss"                                                         | 0:37                                                              |
| 11.                                                               | "Shabadaba Ranran (シャバダバランラン)"                              | 0:39                                                              |
| 12.                                                               | "Tsuyappoi Sananoyo (艶っぽさなのよ)"                                | 0:37                                                              |
| 13.                                                               | "Thinking Time"                                                      | 0:36                                                              |
| 14.                                                               | "O Manuke-san (お間抜けさん)"                                        | 0:31                                                              |
| 15.                                                               | "Pachi Pachi! (バチバチ!)"                                           | 0:34                                                              |
| 16.                                                               | "Magi Giretsu (マジギレっ!)"                                         | 1:01                                                              |
| 17.                                                               | "Comical Sound"                                                      | 2:01                                                              |
| 18.                                                               | "Comical Running"                                                    | 2:05                                                              |
| 19.                                                               | "Korezo Dai Senryaku (これぞ大戦略)"                                 | 0:36                                                              |
| 20.                                                               | "Magikano Girls Sanjou! (マジカノガールズ参上!)"                     | 0:38                                                              |
| 21.                                                               | "Koutekishu (好敵手)"                                                | 0:34                                                              |
| 22.                                                               | "Konwaku no Toki (困惑の時)"                                         | 1:21                                                              |
| 23.                                                               | "Eyedrop"                                                            | 1:03                                                              |
| 24.                                                               | "Tragedy"                                                            | 1:42                                                              |
| 25.                                                               | "Itsukushimu Kokoro (慈しむ心)"                                      | 1:16                                                              |
| 26.                                                               | "Atataka na Omoi (暖かな想い)"                                       | 1:06                                                              |
| 27.                                                               | "Kaisou (回想)"                                                      | 0:56                                                              |
| 28.                                                               | "Mirai Miru no Kagami (未来見の鏡)"                                  | 1:04                                                              |
| 29.                                                               | "Mirai Miru no Kagami (Music Box Ver.) (未来見の鏡(オルゴールVer.))" | 1:01                                                              |
| 30.                                                               | "The Witch"                                                          | 1:02                                                              |
| 31.                                                               | "Semari Kuru Unmei (迫り来る運命)"                                   | 1:00                                                              |
| 32.                                                               | "Inbou no Kusai (陰謀の臭い)"                                        | 0:41                                                              |
| 33.                                                               | "Nazo Meku Kehai (謎めく気配)"                                       | 0:51                                                              |
| 34.                                                               | "Sennyuu Kaishi (潜入開始)"                                          | 0:34                                                              |
| 35.                                                               | "Kyoufu no Shihai (恐怖の支配)"                                      | 1:05                                                              |
| 36.                                                               | "Mahou no Mori (魔法の森)"                                           | 0:46                                                              |
| 37.                                                               | "Fairy-tale"                                                         | 0:32                                                              |
| 38.                                                               | "Gouka Kenran (豪華絢爛)"                                            | 0:39                                                              |
| 39.                                                               | "Jiken Hassei! (事件発生!)"                                          | 0:44                                                              |
| 40.                                                               | "Danger"                                                             | 0:49                                                              |
| 41.                                                               | "Battle Action"                                                      | 2:07                                                              |
| 42.                                                               | "Keisei Gyakuten! (形勢逆転!)"                                       | 1:03                                                              |
| 43.                                                               | "You Win!"                                                           | 0:48                                                              |
| 44.                                                               | "Hongou Sensei no Theme (本郷先生のテーマ)"                          | 0:58                                                              |
| 45.                                                               | "Mamiyake no Theme (魔宮家のテーマ)"                                 | 0:50                                                              |
| 46.                                                               | "Majo Kari (魔女狩り)"                                               | 2:05                                                              |
| 47.                                                               | "Choutsune Genshou Kenkyuubu (超常現象研究部)"                       | 0:59                                                              |
| 48.                                                               | "Telephone Shopping (テレホンショッピング)"                          | 0:39                                                              |
| 49.                                                               | "Gishiki no Odori (儀式の踊り)"                                      | 0:39                                                              |
| 50.                                                               | "Maji Suki Undoukai (マジスキ運動会)"                                | 1:32                                                              |
| 51.                                                               | "Hashire! Kyousou! (走れ!競争!)"                                     | 2:06                                                              |
| 52.                                                               | "Fukou na Heroine (不幸なヒロイン)"                                  | 0:34                                                              |
| 53.                                                               | "Waltz (ワルツ)"                                                     | 0:42                                                              |
| 54.                                                               | "Subtitle 1 (サブタイトル1)"                                         | 0:06                                                              |
| 55.                                                               | "Subtitle 2 (サブタイトル2)"                                         | 0:07                                                              |
| 56.                                                               | "Eyecatch A (アイキャッチA)"                                         | 0:07                                                              |
| 57.                                                               | "Eyecatch B (アイキャッチB)"                                         | 0:06                                                              |
| 58.                                                               | "Jikai Yokoku (次回予告)"                                            | 0:31                                                              |
| 59.                                                               | "Maji Suki MAGIC (TV Size) (マジスキMAGIC(TV size))"                 | 1:34                                                              |
| Tổng thời lượng:                                                  | Tổng thời lượng:                                                     | 56:44                                                             |